# 西泉駅
西泉駅（にしいずみえき）は、石川県金沢市泉本町にある、北陸鉄道石川線の駅である。駅番号はI02。

## 歴史
- 1934年（昭和9年）12月1日：開業。
- 1976年（昭和51年）
  - 4月1日：貨物営業が廃止。
  - 7月1日：無人化。

## 駅構造
単式ホーム1面1線を有する地上駅。無人駅となっている。
かつては、近くにあった北日本紡績の工場（2005年6月までマルハン金沢店（泉本町7丁目10-1）の場所に所在した）や金沢乾物（現カナカン）、金太商事、瀬沢商店への貨物輸送が行われており、経路跡地である農林水産省石川食糧事務所の倉庫には現在（2018年6月の時点）でも引込線の線路が残っている。

## 利用状況
| 1日乗降人員推移 | 1日乗降人員推移 |
| 年度            | 1日平均人数     |
| --------------- | --------------- |
| 2006年          | 240             |
| 2007年          |                 |
| 2008年          |                 |
| 2009年          |                 |
| 2010年          |                 |
| 2011年          | 231             |
| 2012年          | 217             |
| 2013年          | 237             |
| 2014年          | 226             |
| 2015年          | 221             |
| 2016年          | 227             |
| 2017年          | 244             |

## 駅周辺
- 店舗
  - ラパーク金沢
    - MEGAドン・キホーテ ラパーク金沢店

  - マックスバリュ増泉店
- 学校
  - 石川県立金沢中央高等学校
  - 金沢高等学校
  - 石川県立金沢伏見高等学校
  - 金沢市立清泉中学校
- 公共施設
  - 金沢西泉郵便局
  - 金沢市消防局 中央消防署
  - 金沢市南斎場

かつて「金沢スケートセンター」が当駅ほど近くにあったが、現在はセレマ金沢西泉シティーホール（葬祭場）となっている。スケートリンクは北鉄新西金沢駅・JR西金沢駅近くの「金沢市健民スポレクプラザ」内にある。

## バス路線
駅の南方に北鉄バス（北鉄金沢バス）西金沢線、鳴和・増泉線と北鉄白山バス野々市線の西泉バス停がある。

## 隣の駅
北陸鉄道
■石川線
野町駅 (I01) - 西泉駅 (I02) - 新西金沢駅 (I03)